# Мухаммед I (Омеяд)
Мухаммед I (*823 — 4 серпня 886) — 5-й емір Кордови у 852-886 роках.

## Життєпис

### Молоді роки
Походив з династії Омеядів. Син еміра Абд ар-Рахмана II. Народився у Кордові у 823 році. Здобув класичну освіту. Замолоду вивчав військову справу. У 843 році супроводжував батька у поході про королівства Памплона, коли дукса Ініго I. 844 року вів перемовини з представниками імператора франків.
У 846 році здобув перемогу над Раміро I, королем Астурії, захопивши місто Леон. У 847 році виступив проти Муси ібн-Муси, голови роду Бану-Касі, що спробував здобути самостійність. Мухаммед здобув Сарагосу, приборкавши повсталих, після цього знову сплюндрував Памплону і з великою здобиччю повернувся до Кордови.

### Володарювання
Після смерті батька у 852 році успадкував владу. Від самого початку стикнувся з повстаннями муладі (арабізовані або ісламізовані вестготи) та мосарабів, викликаним переслідуванням християн. У 852 році в Толедо почалося повстання на чолі з мосарабом Еухеніо, якого підтримав Ордоньйо I, король Астурії. У 853 році війська Мухаммеда I перемогли повсталих, а брат еміра аль-Хакам захопив фортецю Калатраву. Але вже у битві при Хандула повстанці здобули перемогу. У 855 році війська еміра у битві при Газалеті завдали повстанцям поразки
У 856 році успішно відбив напад норманів на західне узбережжя Андалузії, завдавши поразок біля Севільї та Медіна-Сидонія. Того ж року було взято в облогу повстале Толедо (арабською Тулайтула). У 857 році повсталі мосараби атакували Талаверу, але без особливого успіху. У 858 році війська на чолі з сином еміра — аль-Мунзіром — повністю придушили повстання в Толедо. У 859 році Мухаммед I припинив переслідування християн, що сприяло налагодженню стосунків з мосарабами.
У 860 році війська на чолі з Мухаммедом I вдерлися до Наварри, сплюндрувавши столицю Памплону, захопивши сина короля Гарсії I Інігеса. Це дозволило знову розширити вплив до самих Піренеїв. У 862 році Мухаммед I здійснив ще один вдалий похід проти Памплони.
У 865 році військовик Абдул-Малік ібн Аббас здійснив успішний похід проти Астурії. У 866 році здобуто перемогу над Бану-Касі. У 866—868 роках війська емірату вели тривалі бої з астурійцями, але зрештою мусульмани зазнали поразок, поступившись землями на узбережжі річок Мондегу й Дуеро.
У 868 році в Мериді повстав ібн-Марван Омеяд. У 872 році військовик Амр ібн-Омар ібн-Амр зазнав поразки від повсталих. Не взмозі придушити це повстання емір у 875 році визнав утворення напівнезалежними держави з містами Мерида і Бадахос.
У 875 році мусульманські війська зазнали невдачі у боротьбі з Астурією. Цим скористалася родина Бану-Касі, що у 875 році оголосила про свою самостійність, утворивши незалежну державу зі столицею в Сарагосі. До складу цього утворення увійшла Тудельська область. Після цього уклала союз з королівством Памплона проти Кордовського емірату. У 876 році похід військ еміра проти Бану-Касі зазнав поразки.
У 877 році Мухаммед I зробив ще одну спробу приборкати ібн-Марвана, спрямувавши проти того сина аль-Мунхіра, але без вагомого успіху. Наступного року спрямував війська проти Астурійського королівства. У 878 році військовик еміра Хашим бін Абдул Азіз у битвах при Полворарія та долині Вальдемора зазнав поразки проти Альфонсо III, короля Астурії. Емір змушений був сплатити значну купу грошей й укласти мир на три роки.
У 879 році емір Мухаммед I намагався з моря захопити землі в Галісії, відправивши для цього флот. Але Альфонсо III в союзі з ібн-Марваном відбив цю спробу. Після цього у битві при горі Оксіфер (біля річки Гвадіана) війська еміра зазнали поразки від військ Астурії та ібн-Марвана.
У 880 році на півдні півострова (з центром в Малазі) почалося потужне повстання на чолі з ісламізованим вестготом Омаром ібн Хафсуном, яке Мухаммед I не зміг придушити до самої смерті. Того ж року спроба приборкати рід Бану-Касі завершилася новою поразкою. У 883 році значних збитків державі спричинив потужний землетрус.
У 885 році спрямував нову експедицію проти ібн-Марвана, що завершилася відвоюванням Бадахлсу. У 886 році відправив у похід аль-Мунхіра задля придушення берберського племені Бану-Раап. Емір Муххамед I помер незабаром після цього. Владу успадкував його син аль-Мунзір.

## Характеристика
Відзначався помірністю та ісламських завзяттям. Тому відійшов від традицій розкоші та марнотратства, що було властиво попередникам. Водночас був покровителем науковців (насамперед факіхів та правників), поетів, намагався залучити їх з усього ісламського світу. Найвідомішими з них були Аббас ібн-Фірнас, ібн-Абд Раббо, Мухаммад ібн Юсуф ібн Матрух, Бакі ібн Мачлад, Абдул Малік бін-Хабіб.
Сприяв розвитку торгівлі, для цього забезпечував захист шляхів. Задля захисту від нападу християнських військ наказав зміцнити північні міста емірату.